# 林猶龍
林猶龍（1902年6月5日—1955年7月17日），生於日治台灣台中州大屯郡霧峰（今台中市霧峰區），政治家與企業家。出身霧峰林家，為林獻堂次子。

## 生平
為林獻堂次子，其兄林攀龍，其妹林關關，其弟林雲龍。就讀東京商科大學（今一橋大學）本科，1927年取得商學士學位。1927年至1928年間，隨同其父林獻堂遊歷歐美。1928年回台灣後，任台中大東信託株式會社外交部長。又曾任霧峰信用購買販賣利用組合長、台中州澱粉工業組合長。1931年任霧峰庄庄長。1936年參加州議員選舉，當選台中州議員。
1945年，第二次世界大戰結束後，中華民國政府接管台灣。受二二八事件影響，1949年其父林獻堂赴日本東京治病，林猶龍接任彰化銀行董事長，直到1955年過世。
1954年，台灣水泥公司民營化，林猶龍出任董事。
1955年因狹心症過世。

## 家庭
其妻藤井愛子，1908年生於日本，畢業於東京錦秋高女。1927年4月2日與林猶龍結婚，婚後來台，生下三個子女，長女林惠美，次女林晴美，么子林博正。1936年，林獻堂因祖國支那事件避走日本東京，藤子愛子帶二女隨行。1938年，林猶龍在台中酒家結識女子林豔秋，兩人分居。1940年，藤井愛子返回台灣，懷孕三個月時，因面部生疔化膿，引發敗血症流產，在台中澄清醫院過世。其子林博正由其母楊水心養育長大，過繼給其兄林攀龍。
1941年，與其繼室林豔秋辦理結婚登記。兩人生有六名子女，分別為林政吉、林政光、林政忠、林昭汎等人。